# Masters de Montecarlo 1996
El Masters de Montecarlo 1996 fue un torneo de tenis masculino jugado sobre tierra batida. Fue la 90.ª edición de este torneo. Se celebró entre el 22 y el 28 de abril de 1996.

## Campeones

### Individuales
Thomas Muster vence a  Albert Costa, 6–3, 5–7, 4–6, 6–3, 6–2.

### Dobles
Ellis Ferreira /  Jan Siemerink vencen a  Jonas Björkman /  Nicklas Kulti, 2–6, 6–3, 6–2.